# Kuhlia marginata
Kuhlia marginata је зракоперка из реда Perciformes.

## Угроженост
Ова врста није угрожена, и наведена је као последња брига јер има широко распрострањење.

## Распрострањење
Врста је присутна у Аустралији и Индонезији.

## Станиште
Станиште врсте су слатководна подручја.